# São Jomil
São Jomil, auch São Jumil,  ist ein Ort und eine ehemalige Gemeinde im Nordosten Portugals, in der Region Trás-os-Montes.

## Geschichte
Im 16. und 17. Jahrhundert gehörte die Gemeinde São Jomil zum Kreis Vilar Seco de Lomba. Im Zuge der Verwaltungsreformen nach der Liberalen Revolution 1822 wurde der Kreis Vilar Seco de Lomba aufgelöst, und die Gemeinde São Jomil dem neuen Kreis Santalha angegliedert.
Seit Auflösung des Kreises Santalha 1853 ist São Jomil eine Gemeinde des Kreises Vinhais. Um 1840 wurde Vilar de Lomba aus der Gemeinde São Jomil ausgegliedert.

## Verwaltung
São Jomil war eine Gemeinde (Freguesia) im Kreis (Concelho) von Vinhais, im Distrikt Bragança. Die Gemeinde hatte eine Fläche von 7,96 km² und zählte 38 Einwohner (Stand 30. Juni 2011).
Die Gemeinde bestand nur aus dem namensgebenden Hauptort.
Im Zuge der Administrativen Neuordnung in Portugal 2013 wurden die Gemeinden São Jomil und Vilar de Lomba am 29. September 2013 zur neuen Gemeinde União das Freguesias de Vilar de Lomba e São Jomil zusammengeschlossen. Sitz der neuen Gemeinde wurde Vilar de Lomba.